# MS Poseidon II
MS Poseidon II är ett norskt skolfartyg och en tidigare svensk livräddningskryssare. 
Fartyget byggdes 1958 på De Vries Lentsch i Amsterdam åt Sjöräddningssällskapet efter en donation från Trafik AB Grängesberg. Hon fick namnet  Grängesberg och stationerades på Räddningsstation Holmsund. Det var då Sveriges största och mest moderna livräddningskryssare. Hon var isförstärkt och byggd helt i stål. På vintern låg hon tidvis i Härnösand.
År 1972 stationerades hon i  Hörvik i Blekinge och 1978 flyttades hon till Ornö i Stockholms södra skärgård. Grängesberg renoverades för 4 miljoner kronor 1984 och fick bland annat ny överbyggnad och inredning samt nya dieselmotorer och navigationsutrustning. Tio år senare flyttades hon till Herrvik på Gotland och döptes om till Östergarn III och från 1997 till 2005 var hon stationerad i Räfsnäs på Rådmansö.
År 2005 såldes fartyget till Ålesund i Norge och fick namnet Minna. Hon byggdes om till expeditionsfartyg och gjorde bland annat en resa till gamla norska bosättningar på nordöstra Grönland. Två år senare övertogs hon av Baatskolen Poseidon i Stavanger som lät bygga om henne till skolfartyg under namnet Poseidon II.
Fartyget k-märktes av Riksantikvaren år 2008.